# Thamnotettix dilutior
Thamnotettix dilutior är en insektsart som beskrevs av Carl Ludwig Kirschbaum 1868. Thamnotettix dilutior ingår i släktet Thamnotettix och familjen dvärgstritar. Arten är reproducerande i Sverige. Inga underarter finns listade i Catalogue of Life.